# NGC 4489
NGC 4489 este o galaxie eliptică situată în constelația Părul Berenicei. A fost descoperită în 21 martie 1784 de către William Herschel. Se află la o distanță de 12,88 megaparseci de Pământ.